# Флоран, Фабиан
Фабиан Флоран (нидерл. Fabian Florant; род. 1 февраля 1983, Розо) — доминикский и нидерландский легкоатлет, специалист по тройному прыжку. Выступал за сборные Доминики и Нидерландов по лёгкой атлетике в 2000-х и 2010-х годах, многократный победитель и призёр первенств национального значения, участник летних Олимпийских игр в Рио-де-Жанейро.

## Биография
Фабиан Флоран родился 1 февраля 1983 года в городе Розо, Доминика. Окончил местные школу и академию. Поскольку его мать — голландка, получил паспорт Нидерландов.
В 2002—2004 годах учился в Университете Линденвуд в США, затем перевёлся в Университет штата Миссури и окончил его в 2006 году, получив степень бакалавра в области финансов. Позднее в 2009 году также получил мастерскую степень в области административного управления с уклоном на деловой и спортивный менеджмент.
Лёгкой атлетикой занимался с юных лет, устанавливал рекорды Доминики среди юниоров в тройном прыжке, беге на 100 метров и эстафете 4 × 100 метров. Выигрывал бронзовую медаль в тройном прыжке на CARIFTA Games, в 2002 году представлял Доминику в 100-метровой дисциплине на юниорском мировом первенстве в Кингстоне, в 2003 году бежал эстафету на Панамериканских играх в Санто-Доминго.
Во время учёбы в университетах неоднократно принимал участие в различных студенческих соревнованиях в США. Так, в 2003 году в тройном прыжке выигрывал чемпионаты Национальной ассоциации межвузовской лёгкой атлетики в помещении и на открытом стадионе, а в 2004 году был вторым на аналогичном турнире в помещении. Четырежды получал статус всеамериканского спортсмена.
С 2008 года Флоран регулярно выступал в Нидерландах и Европе, неоднократно выигрывал нидерландское национальное первенство в тройных прыжках и прыжках в длину.
В 2012 году представлял Нидерланды в тройном прыжке на чемпионате Европы в Хельсинки, в финал не вышел.
В 2013 году в той же дисциплине занял восьмое место на чемпионате Европы в помещении в Гётеборге.
Поскольку в 2014 году Нидерландская федерация лёгкой атлетики прекратила финансирование прыгунов тройным, Флоран вынужден был вернуться на работу в коммерческую компанию — устроился менеджером в банке Флориды, при этом продолжал тренироваться и выступать на соревнованиях.
В апреле 2016 года на соревнованиях в Клермонте установил свой личный рекорд в тройном прыжке — 16,92 метра, который на тот момент также стал национальным рекордом Нидерландов. В июле отметился выступлением на чемпионате Европы в Амстердаме, где с результатом 16,23 закрыл десятку сильнейших. Выполнив олимпийский квалификационный норматив (16,85), удостоился права защищать честь страны на летних Олимпийских играх в Рио-де-Жанейро — на предварительном квалификационном этапе тройных прыжков показал результат 16,51	метра, чего оказалось недостаточно для выхода в финал.
В 2017 году с результатом 15,56 стал десятым на командном чемпионате Европы в Лилле.